# Golf na Letních olympijských hrách 2016
Golfové turnaje se na Letních olympijských hrách 2016 v Riu de Janeiro konaly od 11. do 20. srpna. Golf se vrátil na program olympijských her po 112 letech, naposledy byl součástí olympijského programu roku 1904. Celkem se účastnilo 60 golfistů a 60 golfistek ze 41 zemí.

## Medailisté
| Kategorie | Zlato                              | Stříbro                        | Bronz                                      |
| --------- | ---------------------------------- | ------------------------------ | ------------------------------------------ |
| Muži      | Justin Rose · Velká Británie (GBR) | Henrik Stenson · Švédsko (SWE) | Matt Kuchar · Spojené státy americké (USA) |
| Ženy      | Inbee Park · Jižní Korea (KOR)     | Lydia Ko · Nový Zéland (NZL)   | Šan-šan Feng · Čína (CHN)                  |